# Khanato di Khalkhal
Il khanato di Khalkhal è stato un khanato del XVIII e del XIX secolo con sede a Khalkhal. Il khanato è conosciuto come uno dei khanati del Caucaso, posto nella storica regione dell'Azerbaigian persiano. Rimase semi-indipendente per 62 anni.